# コニー・ボズウェル
コニー・ボズウェル（Connee Boswell、1907年12月3日 - 1976年10月11日）は、アメリカ合衆国で20世紀に活動した歌手。白人女性によるジャズ・ボーカリストとしては草分け的な存在に位置づけられる。

## 経歴
1907年、ニューオーリンズに生まれる。小児マヒのため車椅子生活を余儀なくされたが、妹2人とユニット「ボズウェル・シスターズ」を組みデビュー、1930年代に人気を博した。ユニット解散後はソロで活動。1950年代まで数々のヒット曲を残し、エラ・フィッツジェラルドなど後世の歌手に与えた影響も大きい。1976年10月11日、胃がんのためニューヨークの病院で死去。68歳。
日本では、2000年代以降もソニー・ミュージックから再発CDが出ている。

## ディスコグラフィ

### アルバム
- Bing and Connee (1952年、Decca)
- 『コニー』 - Connee (1956年、Decca)
- 『コニー・ボズウェル・アンド・ジ・オリジナル・メンフィス・ファイヴ・イン・ハイファイ』 - Connee Boswell and the Original Memphis Five in Hi-Fi (1957年、RCA Victor)[4]
- 『コニー・ボスウェル・シングズ・ザ・ロジャース&ハート・ソング・フォリオ』 - The New Sound of Connee Boswell: Sings the Rodgers & Hart Song Folio (1958年、Design)[5]
- Connee Boswell Sings The Irving Berlin Song Folio (1958年、Design)
- An Evening with Connie Boswell (1989年、Pickwick)
- Deep in a Dream (1996年、Harlequin)
- Heart & Soul (1997年、ASV Living Era)
- Moonlight and Roses (2001年、Flare)
- Singing the Blues (2006年、Sepia)